# Natal'ja Rudakova
Natál'ja Rudakòva (in russo Ната́лья Рудако́ва; Leningrado, 14 febbraio 1985), anche traslitterata Natalya Rudakova, è un'attrice statunitense d'origine russa, nota per la sua interpretazione di Valentina nel film Transporter 3.

## Biografia
Rudakova è nata a Leningrado nell'allora Unione Sovietica.
A New York dall'età di 17 anni, lavorava in un salone di bellezza quando Luc Besson la incontrò mentre attraversava la strada.
Da quel momento si è iscritta ai corsi di recitazione e dopo un provino, Besson l'ha scelta come protagonista femminile del film Transporter 3.

## Filmografia
- Transporter 3, regia di Olivier Megaton (2008)
- The One, regia di Caytha Jentis (2011)
- A Novel Romance, regia di Allie Dvorin (2011)